# مقاطعة يندريخوف هرادتس
مقاطعة يندريخوف هرادتس (بالتشيكية: Okres Jindřichův Hradec)‏ هي مقاطعة (أوكريس) في إقليم جنوب بوهيميا في جمهورية التشيك.
عاصمة هذه المقاطعة هي مدينة يندريخوف هرادتس.

## اقرأ أيضاً
- مقاطعات جمهورية التشيك